# Canon de campagne

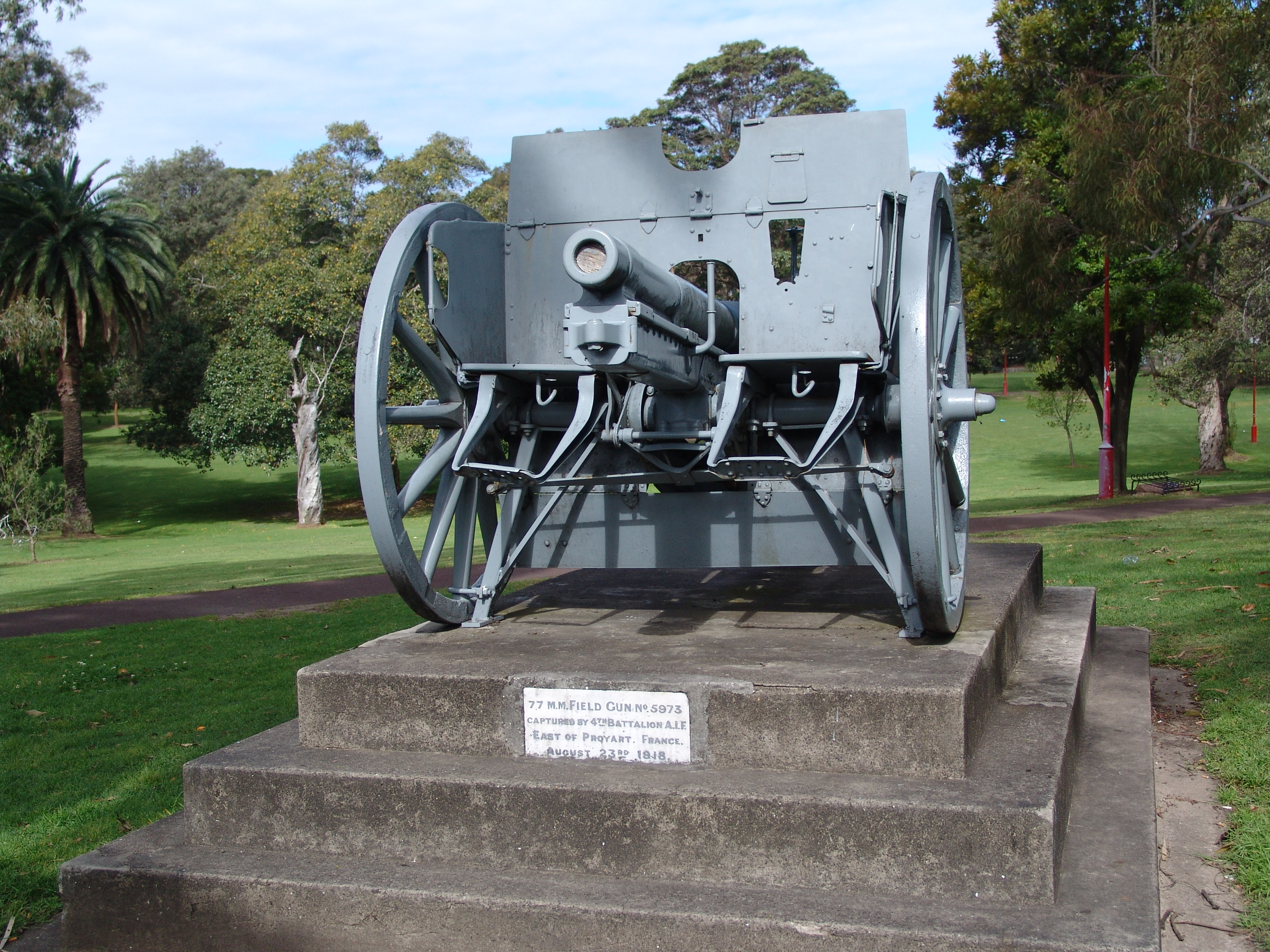
Canon de campagne utilisé pendant la Première Guerre mondiale

Un canon de campagne est un canon utilisé sur le champ de bataille. Il s'agit généralement de petites pièces d'artillerie qui peuvent être déplacées facilement par des troupes mobiles. Entrant dans la famille de l'artillerie de campagne, elle se distingue des pièces à emplacement fixes comme les pièces de siège, de place, ou même de tranchée.

## Histoire
En France notamment, les canons de campagne ont beaucoup été utilisés sous Napoléon Ier, lors de la Première Guerre mondiale et lors de la Seconde Guerre mondiale.
Les canons de campagne ont presque disparu des armées modernes, au profit des obusiers et des lance-roquettes multiples qui sont bien plus pratiques sur le champ de bataille.